# Koniecpol (gmina)
Pour l’article homonyme, voir Koniecpol.
Koniecpol est une gmina mixte du powiat de Częstochowa, Silésie, dans le sud de Pologne. Son siège est la ville de Koniecpol, qui se situe environ 40 km à l'est de Częstochowa et 77 km au nord-est de la capitale régionale Katowice.
La gmina couvre une superficie de 146,75 km2 pour une population de 10 300 habitants.

## Géographie
Outre la ville de Koniecpol, la gmina inclut les villages d'Aleksandrów (village with sołectwo status), Aleksandrów (sołectwo Wąsosz), Borek, Dąbrowa, Kozaków, Kuźnica Grodziska, Kuźnica Wąsowska, Łabędź, Luborcza, Ludwinów, Łysaków, Łysiny, Michałów, Oblasy, Okołowice, Pękowiec, Piaski, Pod Jantym, Radoszewnica, Rudniki, Rudniki-Kolonia, Siernicze-Gajówka, Stanisławice, Stary Koniecpol, Stefanów, Teodorów, Teresów, Wąsosz, Wólka, Zagacie, Załęże et Zaróg.
La gmina borde les gminy de Dąbrowa Zielona, Lelów, Przyrów, Secemin, Szczekociny, Włoszczowa et Żytno.